# Бажово (Пермский край)
Бажово — деревня в Кочёвском районе Пермского края. Входит в состав Юксеевского сельского поселения. Располагается севернее районного центра, села Кочёво. Расстояние до районного центра составляет 32 км. По данным Всероссийской переписи населения 2010 года, в деревне проживало 35 человек (22 мужчины и 13 женщин).

## История
По данным на 1 июля 1963 года, в деревне проживало 147 человек. Населённый пункт входил в состав Юксеевского сельсовета.